# Roger Chene
Roger Chene (Nantes, País del Loira, 25 de gener de 1914 - Saint-Nazaire, 27 de febrer de 1980) va ser un ciclista francès que va córrer en els anys previs a la Segona Guerra Mundial. En el seu palmarès destaca una victòria d'etapa a la Volta a Catalunya de 1934.

## Palmarès
- 1934
  - Vencedor d'una etapa de la Volta a Catalunya
- 1938
  - Vencedor de 6 etapes de la Volta al Marroc
- 1939
  - Vencedor de 3 etapes de la Volta al Marroc